# 電車にのって〜かながわフォト日記〜
電車にのって〜かながわフォト日記〜（でんしゃにのって〜かながわフォトにっき〜）は、2007年4月2日から11月2日までテレビ神奈川(tvk)で放送されていたミニ番組。
放送日時は毎週月曜日 - 金曜日の22:55 - 23:00(JST)。
当初は神奈川県内の全ての鉄道路線を取り上げる予定だったが、2007年11月2日で番組が打ち切りになった。

## 概要
- カメラマンの藤間久子（アマノスタジオ（カメラマン森日出夫が主宰するフォトスタジオ）所属）が、神奈川県内の鉄道各線をめぐりながら、その写真とともに、地元ならではの視点で風景や暮らしを伝える番組である。
- ナレーションは藤本幸太郎（シグマセブン所属）。
- tvk開局35周年記念番組でもある。
- 制作協力：フォルトナボックス、演出：内田充昭　制作著作：tvk
- オープニング曲は「Light on a Silver sea」、エンディング曲は「Peaceful」（いずれも一般向けには販売されていない）である。
- 毎回紹介する路線図の中で動く電車のCGは、その路線の車両の色にあわせている。
- 営業がスポンサーを見つけられず、打ち切り。当初の予定である神奈川全線を紹介できなかった（南武線[1]、東急田園都市線[2]や小田急多摩線[3]、横浜市営地下鉄ブルーライン・グリーンライン、相鉄いずみ野線、湘南モノレールなど）。

### 紹介する駅の基準
- 原則として1回の放送につき1駅ずつ取り上げるが、複数の駅を1回で取り上げたり、1つの駅を複数回に分けて取り上げることがある。逆に、神奈川県内の駅であっても取り上げない場合がある。
- 神奈川県外を走行している区間がある場合は、その区間は取り上げない。ただし、以下の始発駅は映像のみで取り上げられた。
  - 新宿駅（小田急小田原線）
  - 東京駅（東海道線）
  - 品川駅（京急本線）
  - 渋谷駅（東急東横線）

## スポンサー
- tvkハウジング（2007年4月2日 - 8月3日および10月1日 - 11月2日の毎日、8月7日 - 9月27日の火・木）
- 日立国際電気（2007年8月6日 - 2007年9月28日の月・水・金）

## 特集された路線
- 江ノ島電鉄線 （2007年4月2日 - 2007年4月13日、藤沢駅→鎌倉駅）
- 相鉄本線 （2007年4月16日 - 2007年4月27日、横浜駅→海老名駅）
- 小田急小田原線 (2007年4月30日 - 2007年5月25日、新宿駅（始発駅）・登戸駅→小田原駅（東京都内の鶴川駅 - 町田駅を除く））
- 東海道線 （2007年5月28日 - 2007年6月22日、東京駅（始発駅）・川崎駅→湯河原駅)
- 金沢シーサイドライン （2007年6月25日 - 2007年7月6日、新杉田駅→金沢八景駅）
- 箱根登山鉄道鉄道線 （2007年7月9日 - 2007年7月20日、小田原駅→強羅駅）
- 京急本線 （2007年7月23日 - 2007年8月17日、品川駅（始発駅）・京急川崎駅→浦賀駅）
- JR横浜線 （2007年8月13日 - 2007年9月7日、東神奈川駅→橋本駅（成瀬駅・町田駅を除く））
- 東急東横線 （2007年9月10日 - 2007年9月21日、渋谷駅（始発駅）・新丸子駅→横浜駅）
- みなとみらい線 （2007年9月24日 - 2007年9月28日、横浜駅→元町・中華街駅）
- 小田急江ノ島線 （2007年10月1日 - 2007年10月19日、相模大野駅→片瀬江ノ島駅）
- 伊豆箱根鉄道大雄山線 （2007年10月22日 - 2007年11月2日、小田原駅→大雄山駅）